# شش‌دانگ (موسیقی)
در موسیقی ایرانی از اصطلاح شش‌دانگ برای توصیف خواننده‌ای که توانایی بالایی دارد استفاده می‌شود. بر اساس تعریف بالا، یک خواننده می‌تواند صدای شش‌دانگ داشته باشد اگر گسترهٔ صوتی او دست کم دو و نیم اکتاو باشد.
از آنجا که بیشتر سازهای موسیقی ایرانی گسترهٔ صوتی برابر یا کمتر از شش‌دانگ دارند، اصطلاح شش‌دانگ در مثل برای توصیف «تمام یک چیز» هم به کار می‌رود.
با این حال برخی معتقدند که شش‌دانگ، به گسترهٔ صوتی اشاره ندارد بلکه به زیرایی صوت خواننده مرتبط است. برای نمونه، داریوش صفوت می‌نویسد که تقسیم‌بندی صدای خوانندگان در قدیم به این صورت بوده که «دودانگ» به ناحیهٔ صوتی بم، «چهاردانگ» به ناحیهٔ صوتی متوسط و «شش‌دانگ» به ناحیهٔ صوتی زیر اشاره می‌کرده‌است. و برای نمونه، از عبدالله دوامی نام می‌برد که خواننده‌ای با صدای بم بود و به «عبدالله دودانگ» معروف بود.